# San Nicolás (Tenango de Doria)
San Nicolás es una localidad de México, localizada en el municipio de Tenango de Doria en el estado de Hidalgo.

## Geografía
Se encuentra en la región geográfica de la Sierra de Tenango. A la localidad le corresponden las coordenadas geográficas 20° 19’ 17.470” de latitud norte y 99° 11’ 14.963” de longitud oeste; con una altitud de 1731 m s. n. m. Cuenta con un clima templado húmedo con lluvias todo el año.
En cuanto a fisiografía se encuentra en la provincia de la Sierra Madre Oriental, dentro de la subprovincia del Carso Huasteco; su terreno es de sierra. En lo que respecta a la hidrografía se encuentra posicionado en la región Tuxpan-Nautla, dentro de la cuenca del río Cazones, y en la subcuenca del río San Marcos.

## Demografía
En 2020 registró una población de 1322 personas, lo que corresponde al 7.55 % de la población municipal. De los cuales 609 son hombres y 713 son mujeres.
| Gráfica de evolución demográfica de San Nicolás entre 1900 y 2020                            |
|                                                                                              |
| Población de los censos y conteos del Instituto Nacional de Estadística y Geografía (INEGI). |